# Далин, Мартин
Дан Ма́ртин Натаниэль Дали́н (швед. Dan Martin Nataniel Dahlin; род. 16 апреля 1968 года, Уддевалла, Швеция) — шведский футболист, нападающий. Входит в топ-10 лучших бомбардиров в истории сборной Швеции.

## Биография
Отец Мартина — афро-венесуэльский музыкант, а мать — белая шведка. Далин получил имя Мартин в честь Мартина Лютера. Родился в Уддевалле, но жил в детстве в Лунде.
В 1988 году Далин стал первым темнокожим футболистом, игравшим в чемпионате Швеции.
Он участвовал в Евро-1992, где сборная дошла до полуфинала. Был одним из основных игроков в сборной на Чемпионат мира по футболу 1994, где Швеция заняла 3-е место. Мартин на том чемпионате забил 4 гола.
В 1993 году был признан лучшим футболистом Швеции.
Далин выступал за «Мальмё», мёнхенгладбахскую «Боруссию», «Рому», «Блэкберн Роверс» и «Гамбург». Большую часть своей карьеры провёл за «Боруссию», с которой выиграл в 1995 году Кубок Германии.
В 1999 году завершил карьеру после травмы, полученной на тренировке в его тогдашнем клубе «Блэкберн Роверс». В связи с этим разгорелся скандал, поскольку страховая компания отказалась выплачивать клубу компенсацию. Судебное разбирательство завершилось лишь в середине 2006 года. Верховный суд вынес решение в пользу страховой компании.
Далин сейчас живёт в Швеции. Работает футбольным агентом. Имеет фирму по дизайну одежды и даже собственный модельный бренд.

## Командные достижения
- 3-е место на чемпионате мира 1994 года
- Полуфиналист чемпионата Европы 1992 года.
- Обладатель Кубка Германии 1995 года.
- Чемпион Швеции 1988 года.
- Обладатель Кубка Швеции 1989 года.

## Личные достижения
- Лучший бомбардир чемпионата Швеции 1988 года
- Лучший футболист Швеции 1993 года.